# August Kerstens
August Kerstens (Sint-Lenaarts, 9 augustus 1920 - Lille, 9 augustus 2002) was een Belgisch makelaar en politicus.

## Levensloop
In maart 1947 werd hij aangesteld als burgemeester van Sint-Lenaarts, in opvolging van Jan Baptist Meeusen. In november 1974 kwam hij in opspraak na een reeks klachten over financiële manipulaties door zijn zakenkantoor gespecialiseerd in verkavelingen en onroerende goederen. Hij bood zich op 28 november 1974 vrijwillig aan bij de Antwerpse onderzoeksrechter, waarna hij tot mei 1975 in voorlopige hechtenis verbleef. In totaal werden er meer dan 120 klachten geformuleerd. In oktober 1975 werd hij uit zijn functie ontslagen en in februari 1976 opgevolgd door Adriaan Bevers. Dienstdoend burgemeester is de tussenliggende periode was Jan Kenis.
Kerstens overleed in het RVT Lindelo te Lille. Zijn uitvaartplechtigheid vond aldaar plaats in de Sint-Pieterskerk.